# Sansculoti

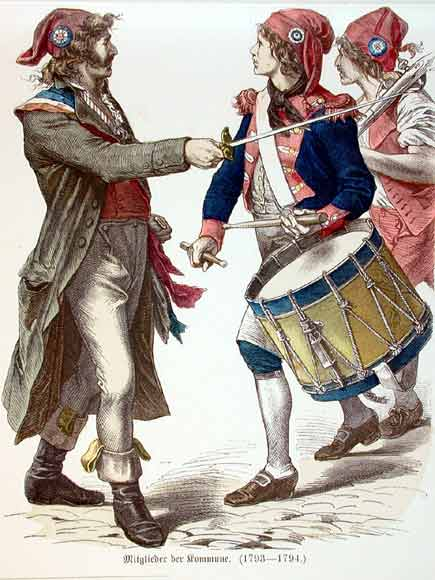
Sansculoti v roce 1789

Sansculoti (francouzsky sans-culottes) je souhrnný název pro chudé obyvatele měst (drobné řemeslníky, služebnictvo, drobné živnostníky) za Velké francouzské revoluce. Nazývali se tak proto, že součástí jejich oděvu nebyly typické jezdecké kalhoty po kolena (culotte), jaké společně s punčochami nosili příslušníci vyšších vrstev, ale obyčejné dlouhé kalhoty. Sansculotte tedy v překladu znamená bez kalhot.

## Charakteristika
Sansculoti během Francouzské revoluce tvořili nejradikálnější složku společnosti, nechali se však také snadno ovládat demagogy a násilím prosazovali jednoduchá řešení problémů. Většinou se přidávali k jakobínům nebo kordeliérům. Nejradikálnější zástupci sansculotů měli přezdívku zběsilí. Ti radikálnější z nich dne 10. srpna 1792 dobyli Tuilerijský palác, ve kterém sídlil král Ludvík XVI.
Typický oděv sansculota:
- pantalóny – dlouhé kalhoty
- karmaňola (fr. carmagnole) – krátký, většinou do pasu střižený, kabát
- červená čapka svobody
- dřeváky